# Анже, Роже
Роже́ Анже́ (фр. Roger Anger) (24 марта 1923 — 15 января 2008) — французский архитектор работавший над проектом Ауровиль.

## Биография
Роджер Анже родился в Париже и является младшим из трёх сыновей адвоката Анри Анже. Изначально Роже Анже хотел стать хирургом. Из-за войны он прошёл стажировку в Антибе в мастерской художника Капелло. Впечатленный его рисунками, Капелло побуждает его изучать архитектуру. При подготовке своего диплома Роже Анже впервые за два года познакомился с архитектурой в мастерской Поля-Жака Грилло. Он окончил Школу изящных искусств в Париже в 1947 году.
В 1953 году он создал собственное агентство. Эта мастерская по сути является студией дизайна и внутренней отделки. В 1957 году мастерская имела первый большой успех: выставочный зал для стекольных заводов Boussois на бульваре Осман в Париже. Таким образом, мастерская начинает ориентироваться на частный заказ и, в частности, Compagnie Générale Immobilière de France (COGIFRANCE), с которой Роже Анже устанавливает регулярное сотрудничество. Он также участвовал во многих проектах с Пьером Пуччинелли, в том числе в резиденции Иль-Верте в Гренобле.
В 1965 году он получает приглашение от Миррой Альфасса стать главным архитектором проекта Ауровиль.
Его спутница Жаклин реставрировала замок Кресте в Воклюзе.
1. 1 2 3 4  Fichier des personnes décédées